# Tiffany Haddish
Tiffany Sarac Haddish, född 3 december 1979 i Los Angeles, är en amerikansk komiker och skådespelare.
Haddish har bland annat medverkat i TV-serierna If Loving You Is Wrong (2014–2015), The Carmichael Show (2015–2017) och The Last O.G. (2018). Hon har även medverkat i långfilmer som Keanu (2016), Girls Trip (2017) och Night School (2018). År 2018 var hon gästvärd för Saturday Night Live, en insats som hon nominerades till en Emmy Award för samma år.

## Filmografi i urval
- 2014–2015 – If Loving You Is Wrong (TV-serie)
- 2015–2017 – The Carmichael Show (TV-serie)
- 2016 – Keanu
- 2017 – Girls Trip
- 2018 – The Last O.G. (TV-serie)
- 2019 – Lego-filmen 2 (röst)
- 2020 – Like a Boss
- 2023 – The Afterparty (TV-serie)